# Miss España 1992
Miss España 1992 fue una edición del certamen de belleza Miss España. Se llevó a cabo el 10 de octubre de 1992 en el Palacios de las Artes de Salou. Eugenia Santana fue la ganadora, la cual representó a España en el certamen Miss Universo 1993. La primera finalista representó al país en el Miss Mundo 1993 y la segunda finalista representó al país en el Miss Internacional 1993.

## Resultados
| Resultados Final | Candidata |
| ---------------- | --- |
| Miss España 1992 | Las Palmas - Eugenia Santana |
| 1.a Finalista    | Baleares - Ma. Araceli García |
| 2.a Finalista    | Tenerife - Ana Piedad Galván |
| 3.a Finalista    | Ceuta - Nairobi Abukaram |
| 4.a Finalista    | Melilla - Ma. Gabriela Mateo |
| Top 10           | Almería - Tatiana Díaz Cáceres - Melina Acevedo Ciudad Real - Andrea Paulino Madrid - Ana María Cabrera Valencia - Victoria Reynoso |
| Top 20           | Barcelona - Ashley Jiménez Castellón - Luisa Adames Cuenca - Ana María Pérez Guadalajara - Ma. Victoria Ruíz Huesca - Ma. Guadalupe Martínez Lugo - Sonia Ruiz Málaga - Ma. José Mejía Salamanca - Ma. Inmaculada Gil Toledo - Ma. de los Ángeles Cabrera Vizcaya - Catherine Lora |

## Premios especiales
| Resultado          | Candidata                     |
| ------------------ | ----------------------------- |
| Mejor Traje Típico | Valladolid - Fernanda Peguero |
| Miss Rostro        | Las Palmas - Eugenia Santana  |
| Miss Simpatía      | La Coruña - Elizabeth Gómez   |
| Miss Fotogénica    | Guipúzcoa - Viviana Valdéz    |

## Candidatas
(En la lista se utiliza su nombre completo, los sobrenombres van entrecomillados y los apellidos utilizados como nombre artístico, entre paréntesis; fuera de ella se utilizan sus nombres «artísticos» o simplificados).
| Provincia   | Candidata                          | Edad | Estatura        |
| ----------- | ---------------------------------- | ---- | --------------- |
| Álava       | Agnés Contreras Guzmán             | 21   | 1,72 m (5′ 8″)  |
| Albacete    | Patricia Cabeza de Vaca González   | 19   | 1,72 m (5′ 8″)  |
| Alicante    | Mercedes de la Cruz Núñez          | 21   | 1,74 m (5′ 9″)  |
| Almería     | Tatiana Díaz Cabrera del Valle     | 19   | 1,80 m (5′ 11″) |
| Asturias    | Ana Estíbaliz Aquino Reyes         | 19   | 1,74 m (5′ 9″)  |
| Ávila       | María del Sol Castillo Batista     | 23   | 1,77 m (5′ 10″) |
| Badajoz     | Isabel Medina Fernández            | 21   | 1,76 m (5′ 9″)  |
| Baleares    | María Araceli García Eugenio       | 22   | 1,79 m (5′ 10″) |
| Barcelona   | Ashley Jiménez Sacreimin           | 23   | 1,77 m (5′ 10″) |
| Burgos      | Úrsula Frías Taveras               | 18   | 1,78 m (5′ 10″) |
| Cáceres     | Melina Acevedo Castillo            | 18   | 1,79 m (5′ 10″) |
| Cádiz       | Denisse Contreras Díaz             | 19   | 1,80 m (5′ 11″) |
| Cantabria   | Reina García Toribío               | 21   | 1,81 m (5′ 11″) |
| Castellón   | Luisa Adames Valdéz                | 19   | 1,82 m (6′ 0″)  |
| Ceuta       | Nairobi Abukaram Ramos             | 23   | 1,83 m (6′ 0″)  |
| Ciudad Real | Andrea Paulino Batista             | 19   | 1,84 m (6′ 0″)  |
| Córdoba     | Carmen Rodríguez Montero           | 21   | 1,85 m (6′ 1″)  |
| Cuenca      | Ana María Pérez Hernández          | 20   | 1,82 m (6′ 0″)  |
| Gerona      | Paola Tejeda Espinal               | 20   | 1,73 m (5′ 8″)  |
| Granada     | Xiomara de la Rosa Sánchez         | 24   | 1,73 m (5′ 8″)  |
| Guadalajara | María Victoria Ruíz Fernández      | 23   | 1,72 m (5′ 8″)  |
| Guipúzcoa   | Viviana Valdéz Xucú                | 18   | 1,74 m (5′ 9″)  |
| Huelva      | Ana Brenda Aquino Núñez            | 19   | 1,75 m (5′ 9″)  |
| Huesca      | María Guadalupe Martínez García    | 18   | 1,75 m (5′ 9″)  |
| Jaén        | Walesca Torres Hernández           | 21   | 1,74 m (5′ 9″)  |
| La Coruña   | Elizabeth Gómez Tejada             | 18   | 1,72 m (5′ 8″)  |
| La Rioja    | Inés Ureña de la Cruz              | 21   | 1,72 m (5′ 8″)  |
| Las Palmas  | Eugenia Isabel Santana del Alba    | 18   | 1,80 m (5′ 11″) |
| León        | Amanda Batista Arias               | 25   | 1,74 m (5′ 9″)  |
| Lérida      | María de Jesús Santos Marte        | 24   | 1,72 m (5′ 8″)  |
| Lugo        | Sonia Ruiz Gómez-Mena              | 21   | 1,75 m (5′ 9″)  |
| Madrid      | Ana María Cabrera Santos           | 23   | 1,80 m (5′ 11″) |
| Málaga      | María José Mejía Tavárez           | 23   | 1,83 m (6′ 0″)  |
| Melilla     | María Gabriela Mateo Jiménez       | 19   | 1,79 m (5′ 10″) |
| Murcia      | María Paola Frías Ruiz             | 20   | 1,74 m (5′ 9″)  |
| Navarra     | Nerea Rodríguez Mota               | 18   | 1,81 m (5′ 11″) |
| Orense      | Sandra Almonte Tejada              | 18   | 1,75 m (5′ 9″)  |
| Palencia    | María Asunción Morel Tejeda        | 21   | 1,73 m (5′ 8″)  |
| Pontevedra  | Brenda Pimentel Acosta             | 20   | 1,73 m (5′ 8″)  |
| Salamanca   | María Inmaculada Gil Gutiérrez     | 20   | 1,80 m (5′ 11″) |
| Segovia     | Arantxa Domínguez Gómez            | 20   | 1,75 m (5′ 9″)  |
| Sevilla     | Carmen Isabel García Morel         | 18   | 1,75 m (5′ 9″)  |
| Soria       | Desirée Mejía Gómez                | 18   | 1,74 m (5′ 9″)  |
| Tarragona   | Margarita Rodríguez García         | 19   | 1,77 m (5′ 10″) |
| Tenerife    | Ana Piedad Galván Malagón          | 19   | 1,81 m (5′ 11″) |
| Teruel      | Yéssica Fernández Matos            | 19   | 1,74 m (5′ 9″)  |
| Toledo      | María de los Ángeles Cabrera Frías | 22   | 1,74 m (5′ 9″)  |
| Valencia    | Victoria Reynoso Pichardo          | 18   | 1,72 m (5′ 8″)  |
| Valladolid  | Fernanda Peguero Taveras           | 24   | 1,74 m (5′ 9″)  |
| Vizcaya     | Catherine Lora López               | 20   | 1,81 m (5′ 11″) |
| Zamora      | Éricka de Rosas Ponce de León      | 21   | 1,77 m (5′ 10″) |
| Zaragoza    | Laura Tavárez Beltré               | 18   | 1,74 m (5′ 9″)  |